# 鳥居崎
鳥居崎（とりいさき）は、青森県西津軽郡深浦町にある岬である。鳥居崎の名前の由来は、弁天島に鳥が休んでいるような形状の島があったことに由来する。弁天島には弁財天を祀る祠がある。また鳥居崎灯台が建っている。明治時代の文献には鳥居崎には一軒の茶屋があったという。

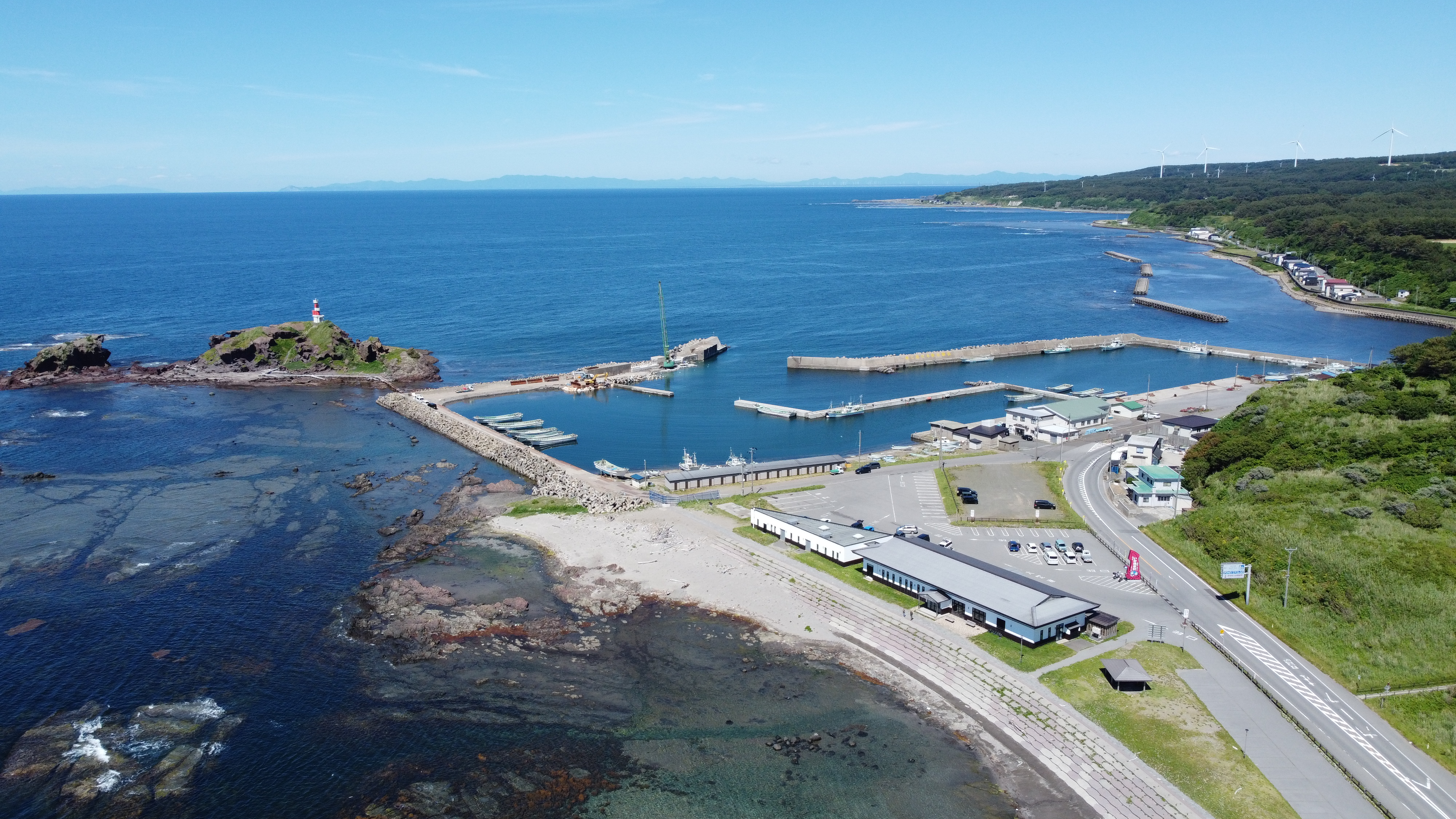
鳥居崎

## 概要
- 当崎は、深浦町風合瀬地区に位置する。
- 当崎には、近くに風合瀬漁港があり、近くの弁天島の上には鳥居崎灯台があり、また在青テレビ局の風合瀬中継局が置かれている。
- 灯台施設は、当地ではなく少し沖に離れた小島に置かれている[1]。

## 周辺

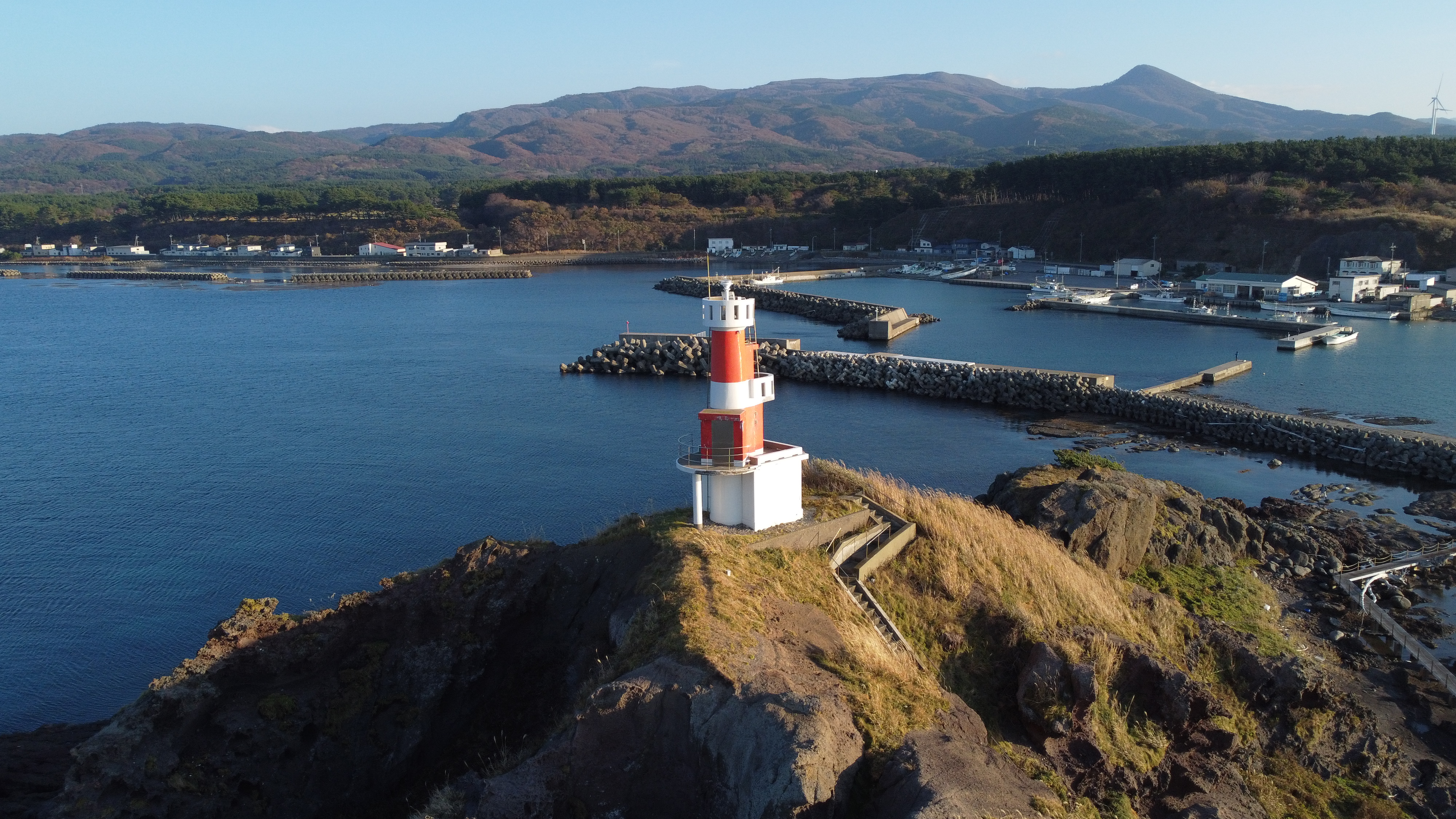
鳥居崎灯台

- 国道101号
- 風合瀬漁港
- 道の駅ふかうら(かそせいか焼き村)
- 風合瀬海岸（海水浴場）
- JR東日本五能線風合瀬駅

## 風合瀬テレビ中継局

### アナログテレビジョン中継局送信設備
| 放送局名          | チャンネル | 空中線電力       | ERP              | 放送対象地域 | 放送区域内世帯数 | 開局日         |
| ----------------- | ---------- | ---------------- | ---------------- | ------------ | ---------------- | -------------- |
| ABA青森朝日放送   | 40ch       | 映像10W 音声2.5W | 映像145W 音声36W | 青森県       | -                | 1994年7月      |
| ATV青森テレビ     | 42ch       | 映像10W 音声2.5W | 映像145W 音声36W | 青森県       | 355世帯          | 1972年10月21日 |
| NHK青森総合テレビ | 46ch       | 映像3W 音声750mW | 映像26W 音声6.5W | 青森県       | -                | 1997年12月18日 |
| NHK青森教育テレビ | 48ch       | 映像3W 音声750mW | 映像26W 音声6.5W | 全国         | -                | 1997年12月18日 |
| RAB青森放送       | 50ch       | 映像3W 音声750mW | 映像26W 音声6.5W | 青森県       | -                | 1997年12月18日 |

- 2011年7月24日で廃局。
- 放送エリアは、深浦町風合瀬地区とその周辺地域。
- 青森テレビと青森朝日放送は、大戸瀬崎･大戸瀬中継局からの電波を受信し、周波数変換をしている。また、青森テレビは、八森山･深浦中継局へ電波を中継している。
- 因みに、当中継局開局当初は、青森テレビしか中継局を設置していなかった。また、NHK青森放送局と青森放送のアナログ中継局としては、最後の開局となった。

### デジタルテレビジョン中継局送信設備
| リモコンキーID | 放送局名          | チャンネル | 空中線電力 | ERP | 放送対象地域 | 放送区域内世帯数 |
| -------------- | ----------------- | ---------- | ---------- | --- | ------------ | ---------------- |
| 1              | RAB青森放送       | 28ch       | 1W         | 14W | 青森県       | 約600世帯        |
| 2              | NHK青森教育テレビ | 13ch       | 1W         | 14W | 全国         | 約600世帯        |
| 3              | NHK青森総合テレビ | 16ch       | 1W         | 14W | 青森県       | 約600世帯        |
| 5              | ABA青森朝日放送   | 32ch       | 1W         | 14W | 青森県       | 約600世帯        |
| 6              | ATV青森テレビ     | 30ch       | 1W         | 14W | 青森県       | 約600世帯        |

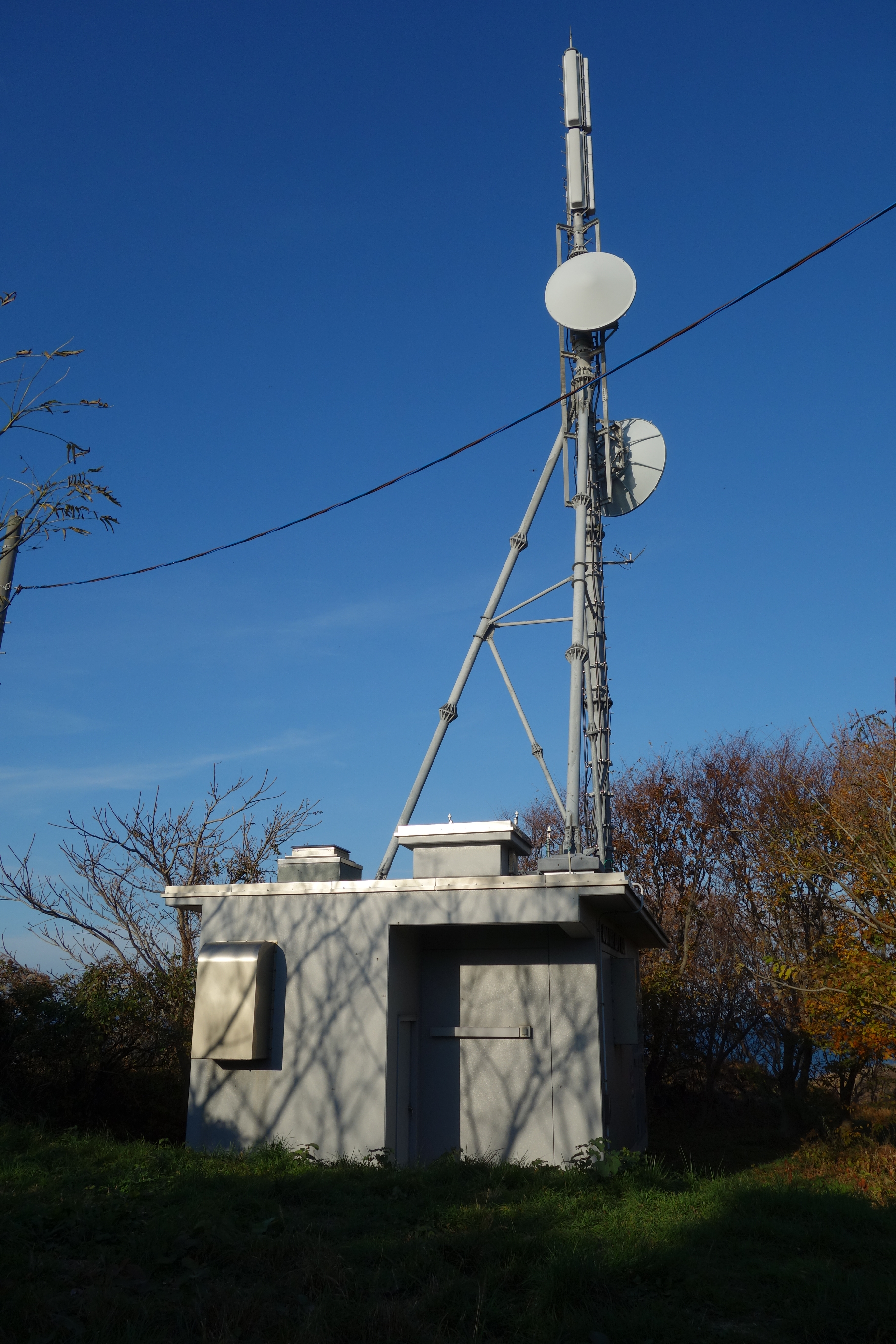
風合瀬テレビ中継局

- 物理チャンネルは、青森送信所と同じチャンネル。
- 2008年7月24日に予備免許交付、10月17日から11月9日まで試験放送を実施、11月6日に本免許交付、11月10日から本放送開始。